# Dătășeni, Mureș

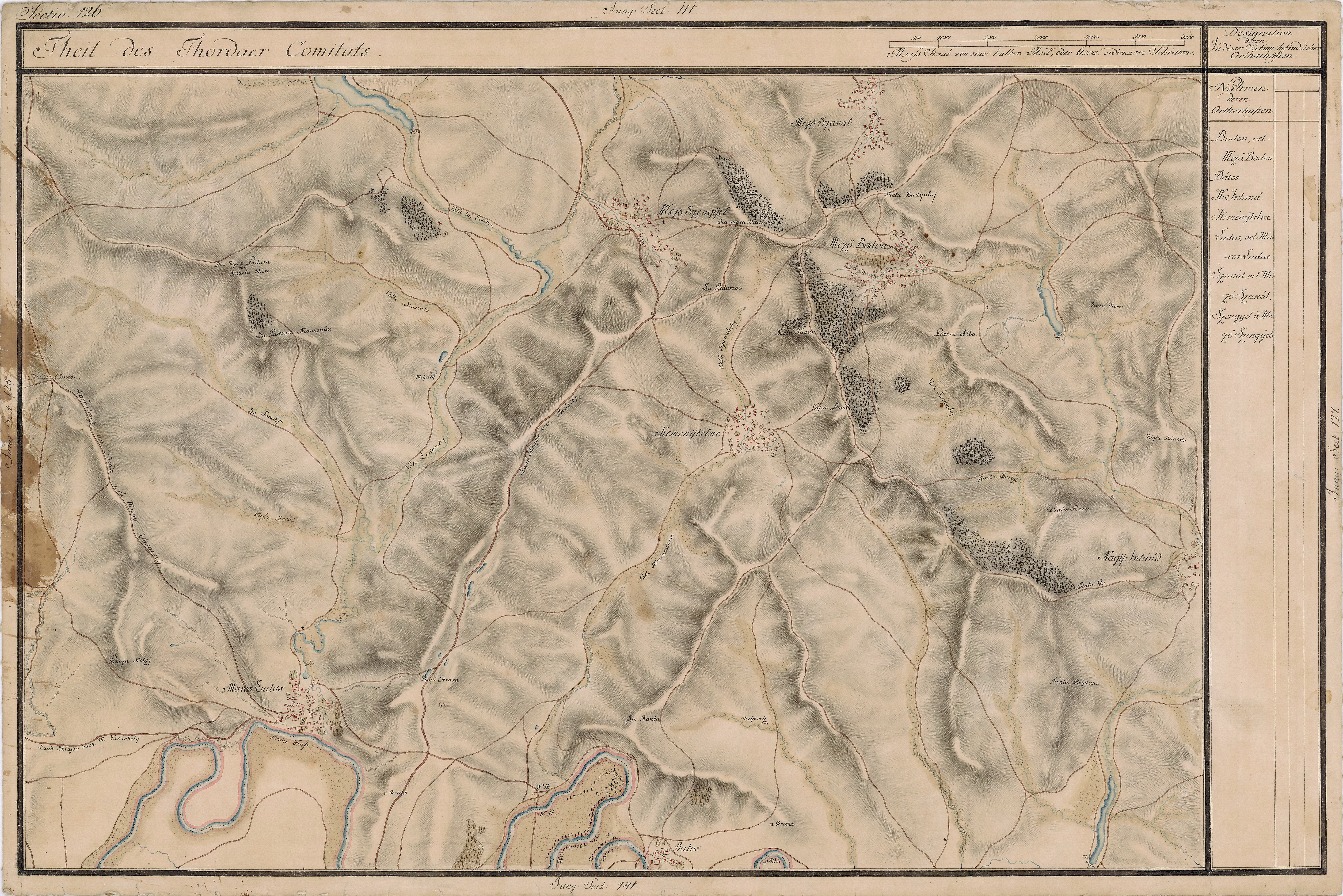
Dătășeni în Harta Iosefină a Transilvaniei, 1769-1773

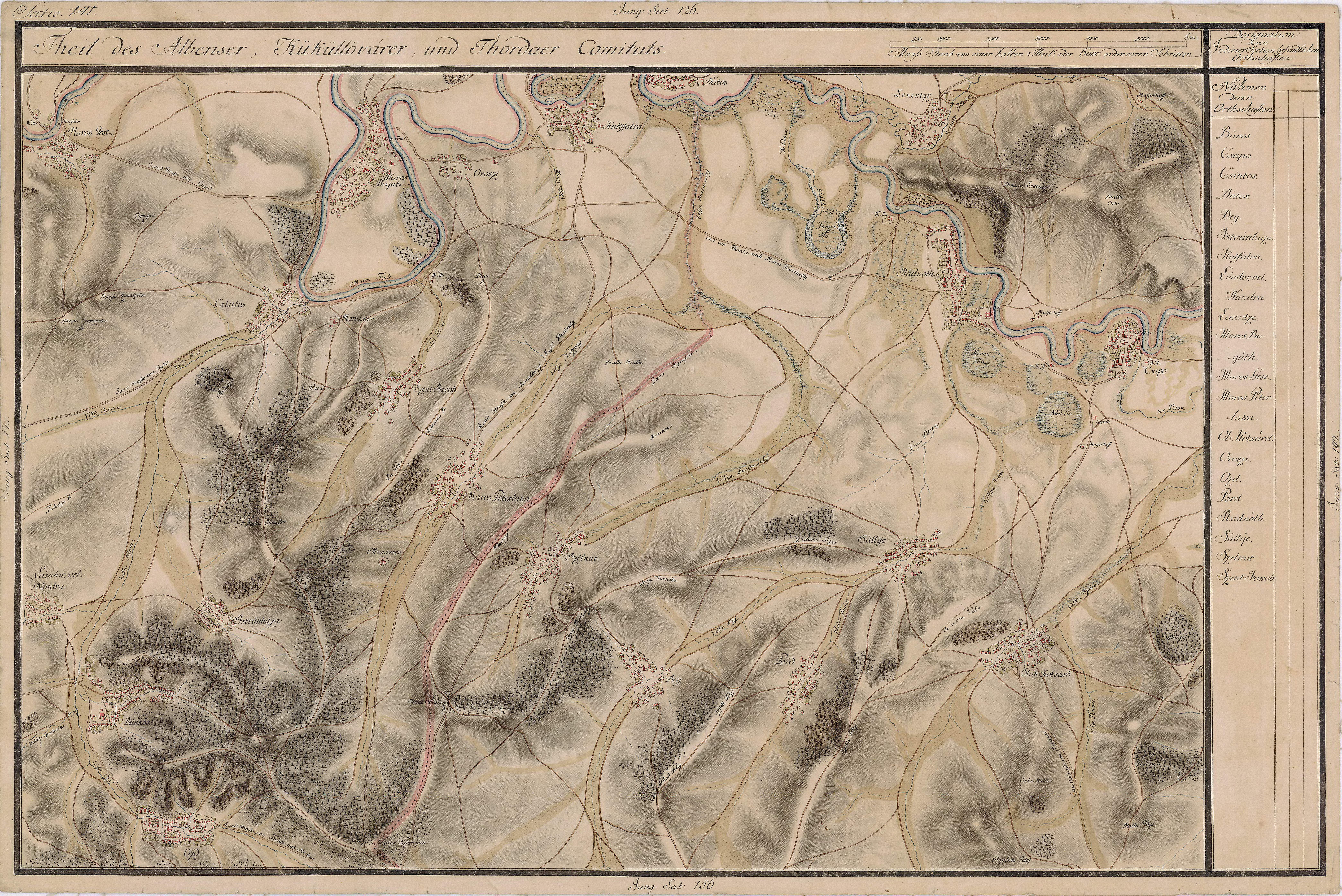

Dătășeni (în trecut Dateș, în maghiară Marosdátos) este un sat în comuna Cuci din județul Mureș, Transilvania, România.

## Istoric
Prima atestare documentară a satului este din 1263.
Pe Harta Iosefină a Transilvaniei din 1769-1773 (Sectio 141), localitatea a apărut sub numele de „Datos”.

## Populație
Conform Recensământului din anul 2022 populația localității era de 254 locuitori în scădere față de datele de la ultimul recensământ când populația localității era de 327 locuitori.

## Imagini

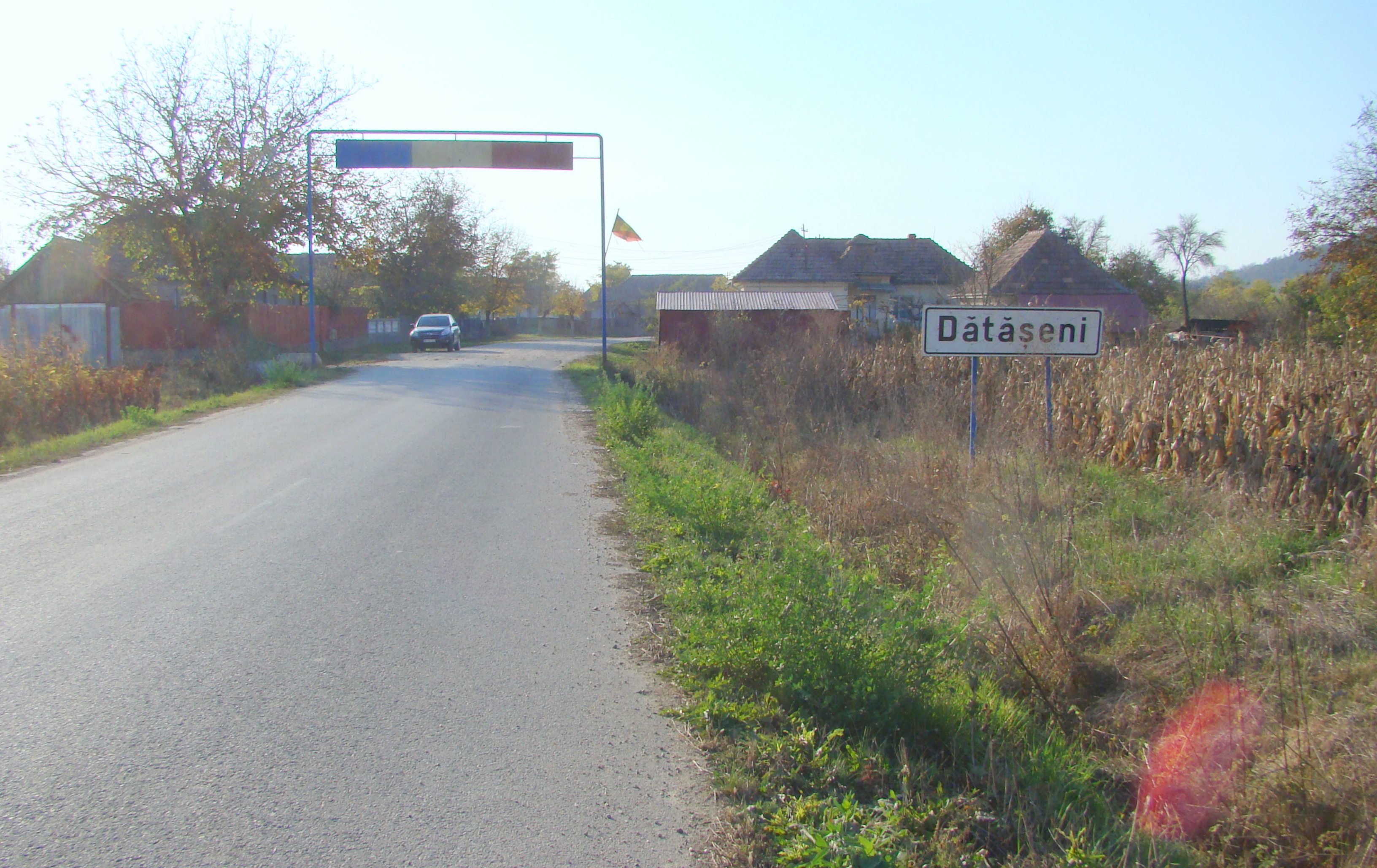
Intrarea în localitate
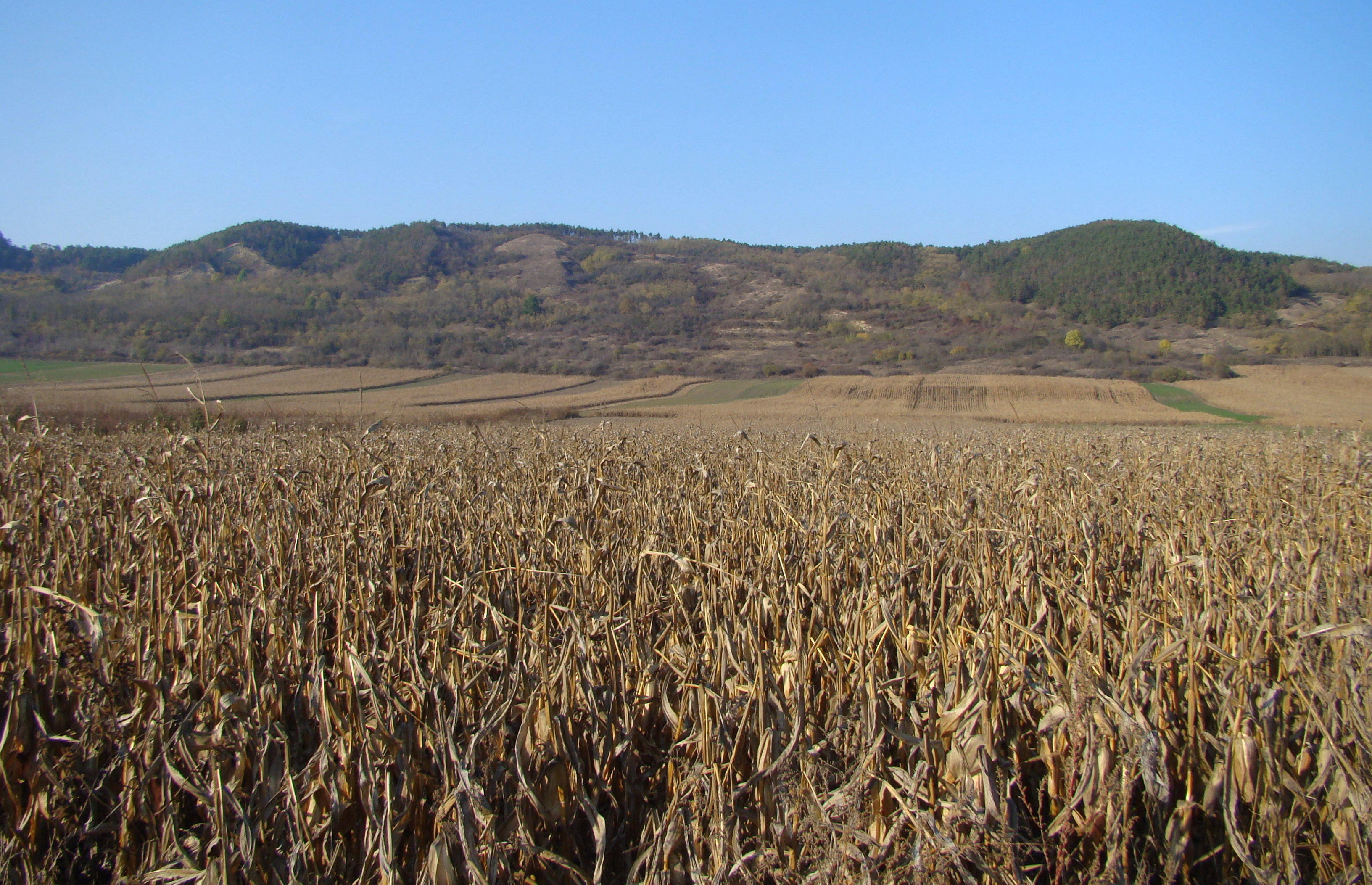
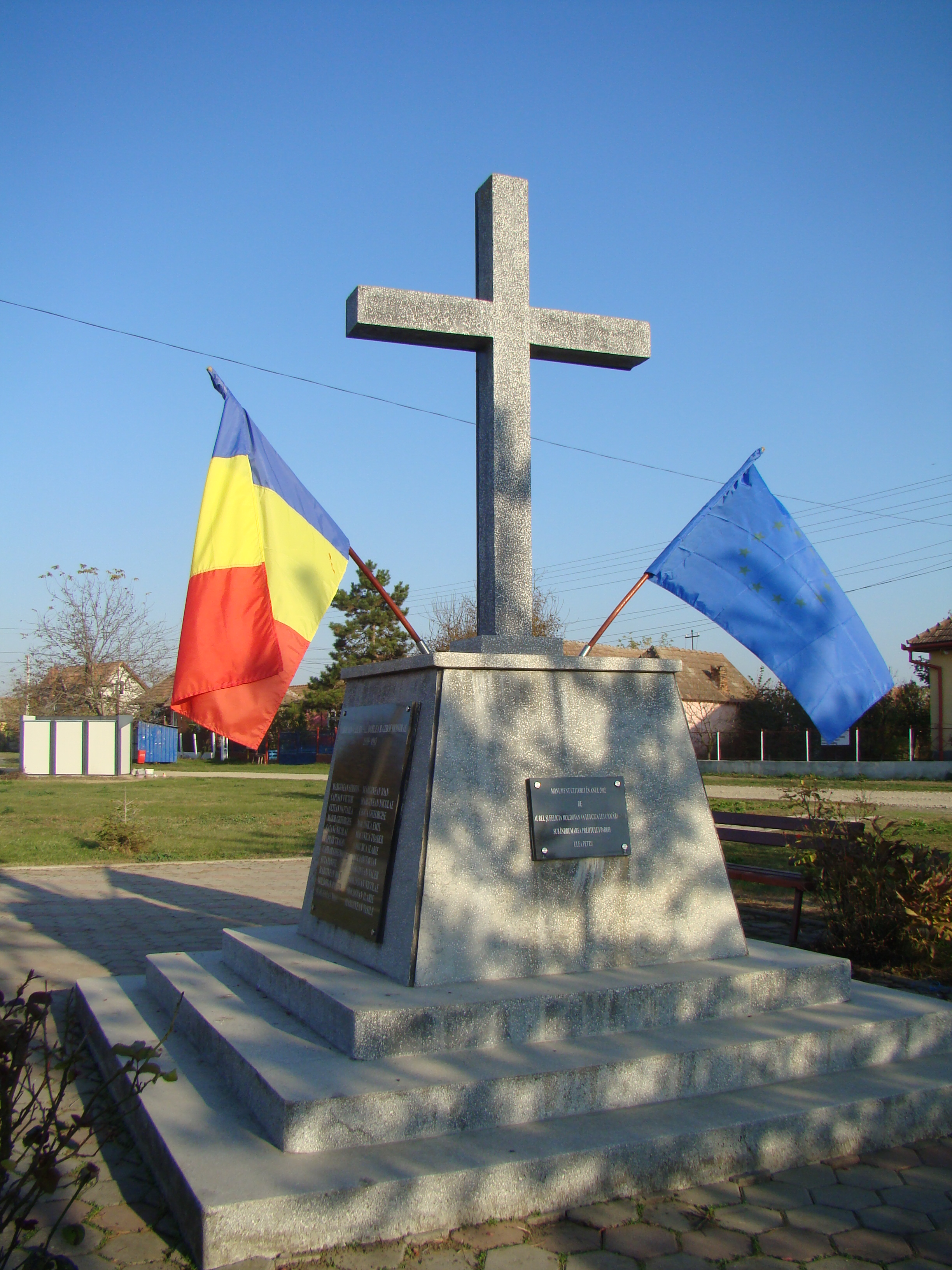
Monumentul eroilor
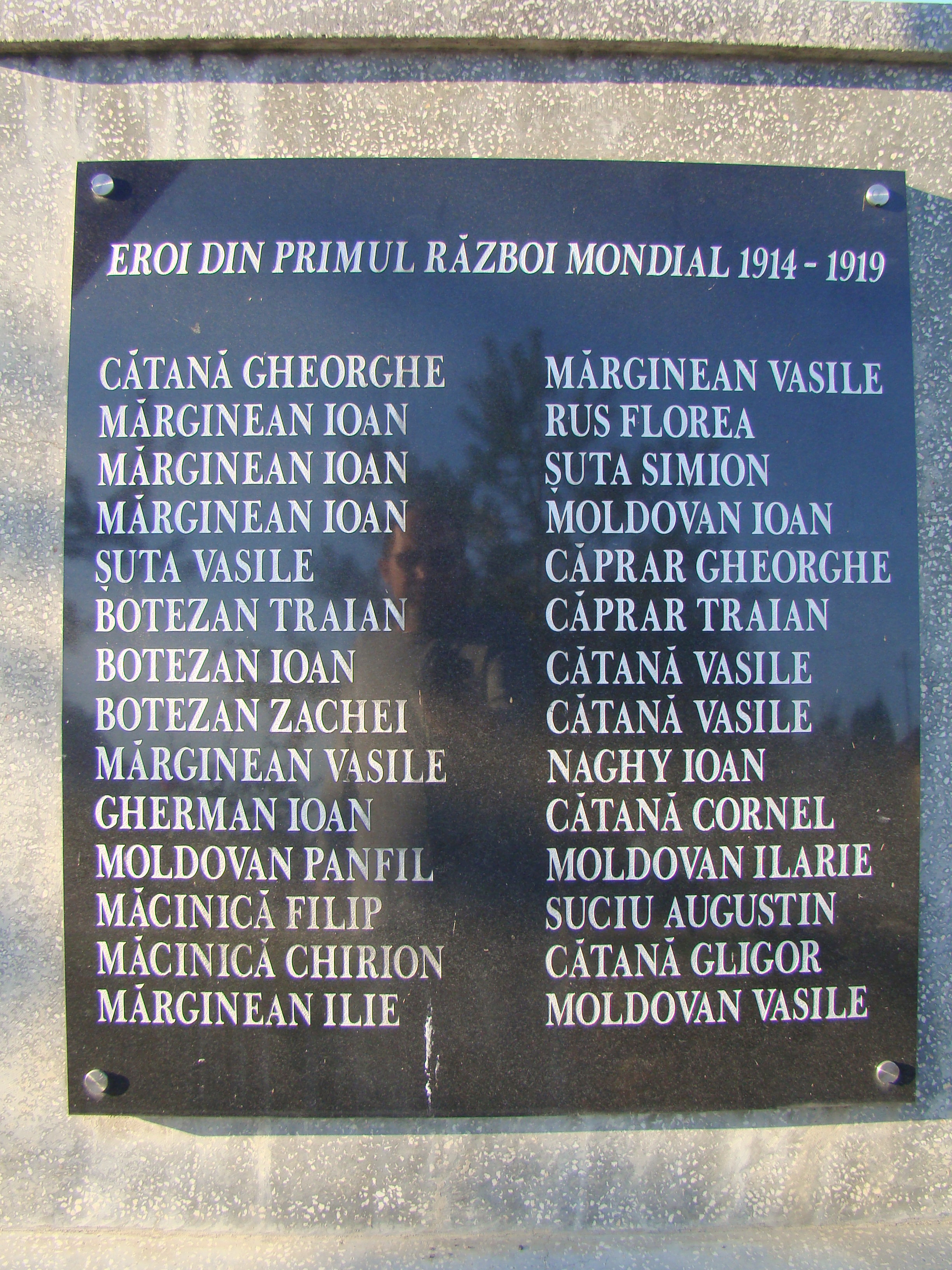
Monumentul eroilor (detaliu)
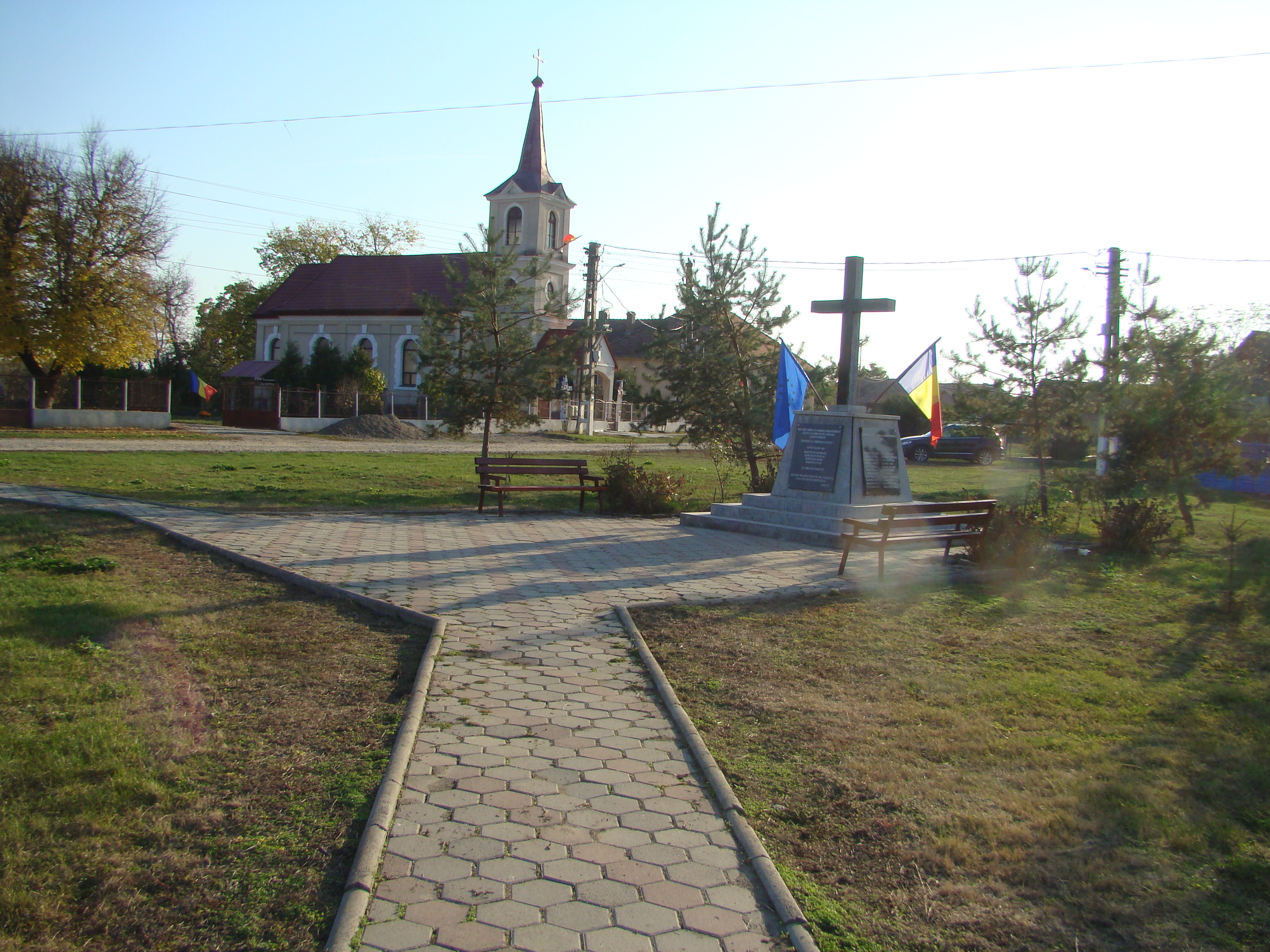
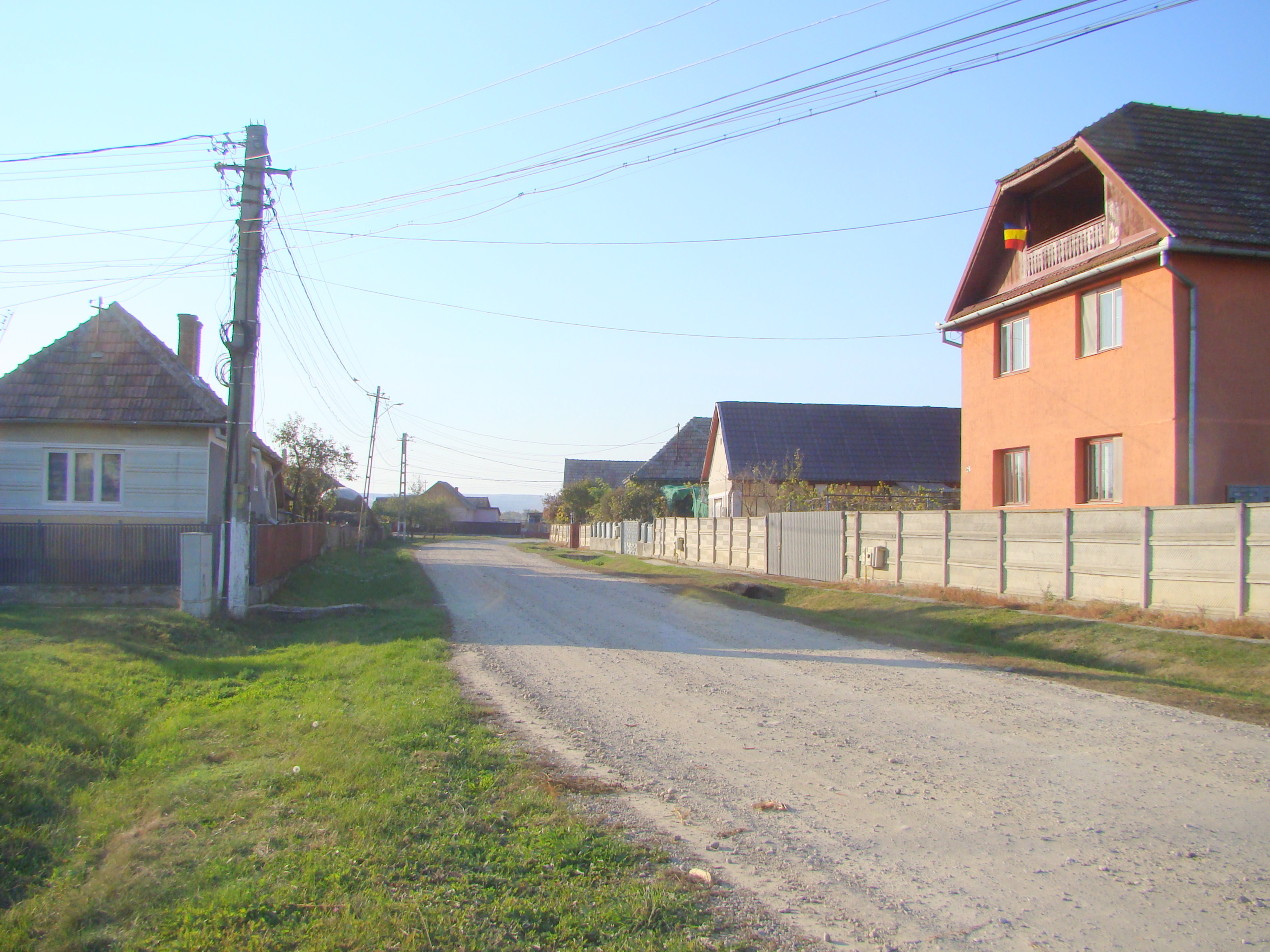
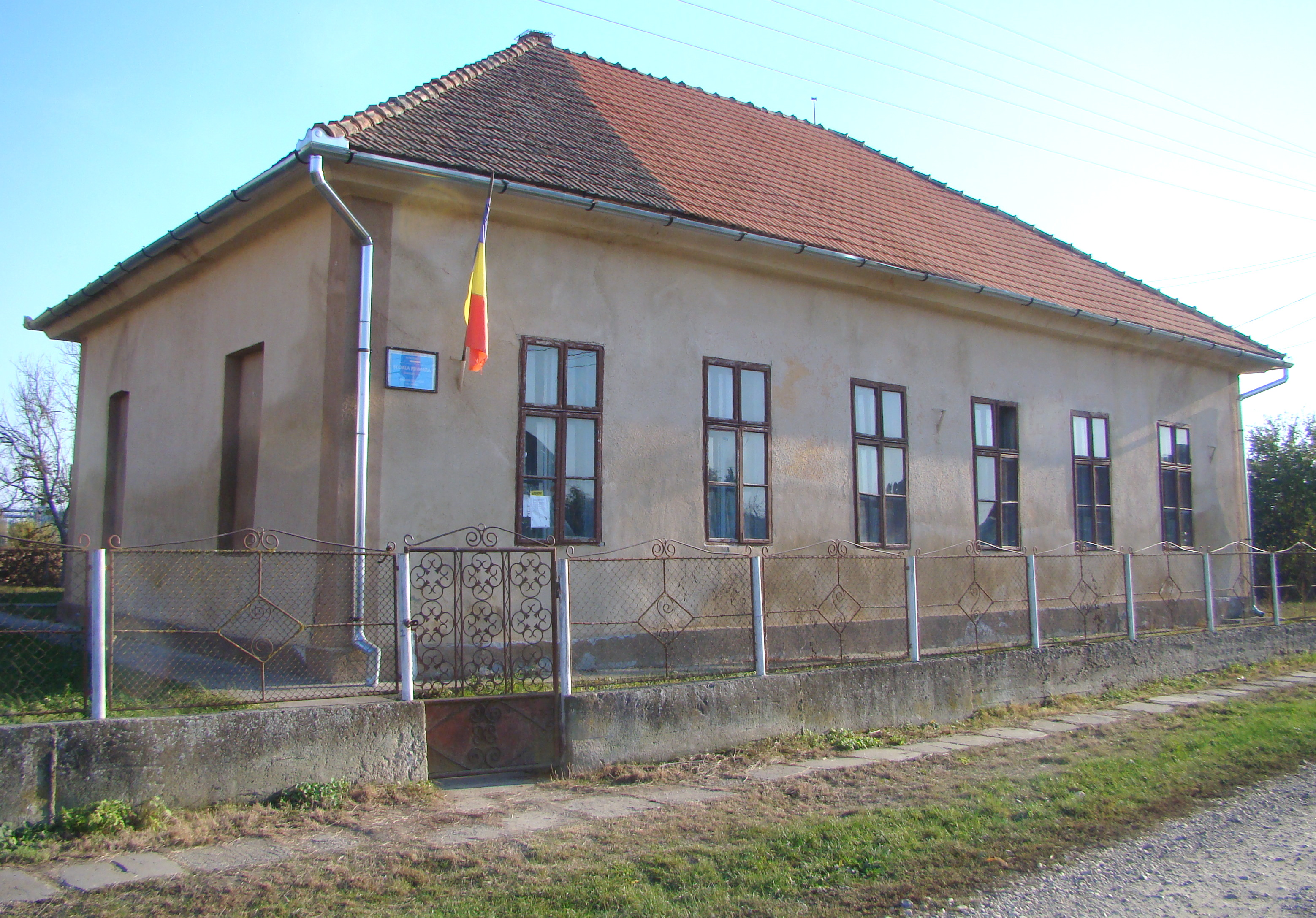
Școala
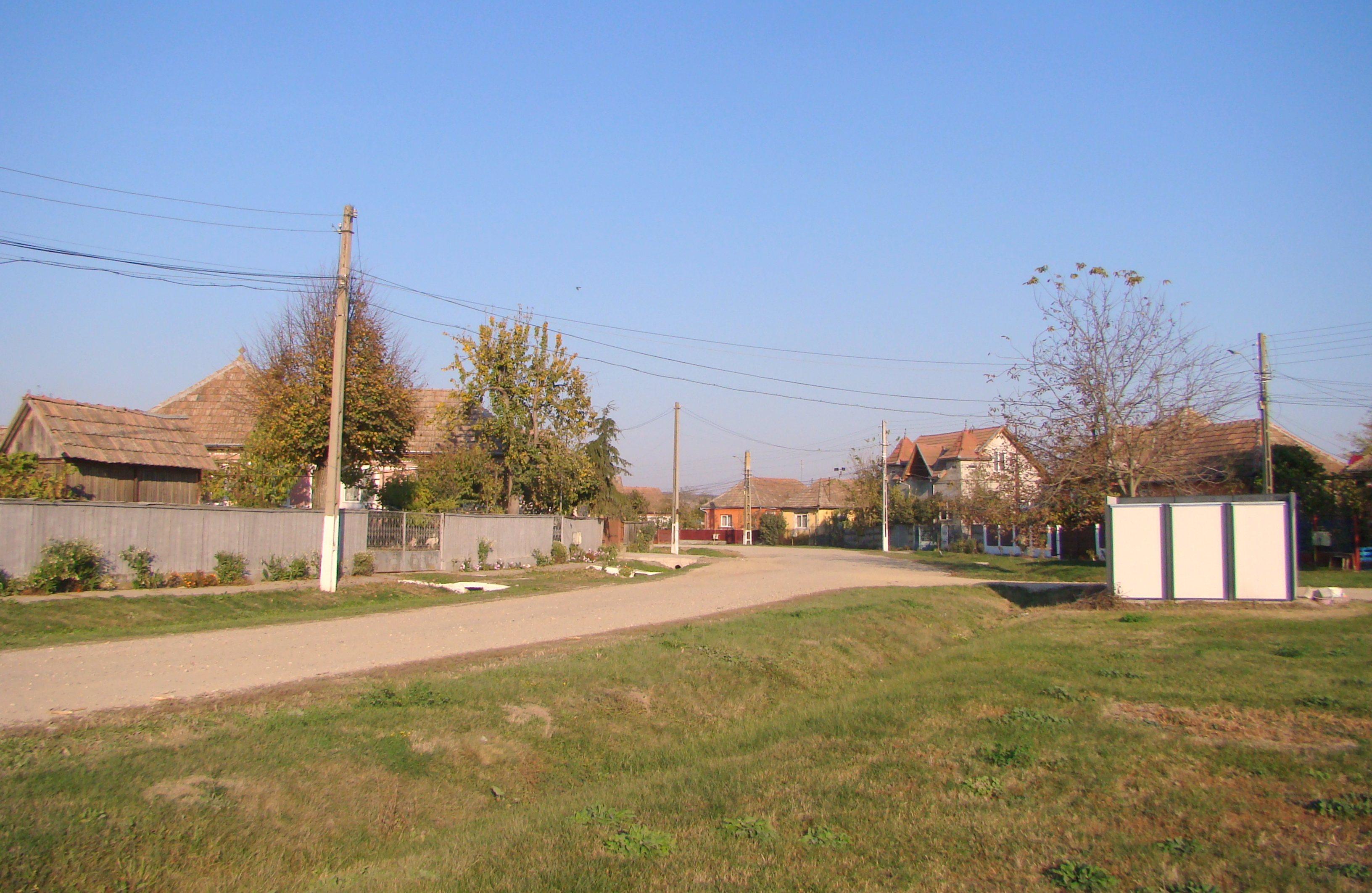

1. ↑  Coriolan Suciu (1968). „Dicționar istoric al localităților din Transilvania (literele A-N)” (PDF). Accesat în 14 martie 2024.